# Wieland Speck
Wieland Speck (Friburgo in Brisgovia, 1951) è un regista e attore tedesco, dal 2017 consulente per il programma ufficiale del Festival internazionale del cinema di Berlino.
Nel 1987, insieme all'attore e regista Manfred Salzgeber ha fondato il Teddy Award, premio cinematografico assegnato a film con soggetti legati a tematiche LGBT e diventato nel corso degli anni uno degli eventi principali della Berlinale, di cui è stato direttore della sezione Panorama dal 1992 al 2017.

## Biografia

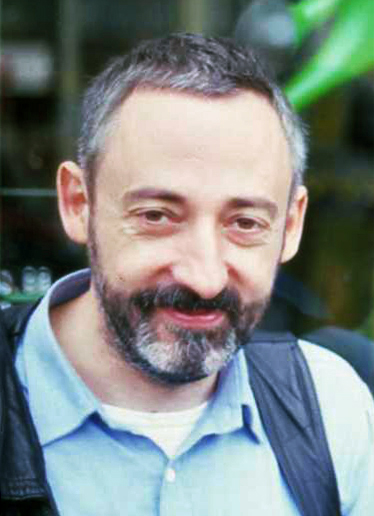
Manfred Salzgeber, con Speck fondatore del Teddy Award e curatore della sezione Info-Schau (Panorama dal 1986) del Festival di Berlino

Nato nel 1951 nel Baden-Württemberg, nel 1972 Speck va a vivere a Berlino dove studia Letteratura tedesca, drammaturgia e etnologia presso la Freie Universität. Alla fine degli anni settanta è direttore del "Tali-Kino" (oggi "Moviemento"), cinema indipendente nel quartiere di Kreuzberg, inizia a scrivere e a lavorare a progetti per film e video e dal 1978 recita per registi come David Hemmings, Robert van Ackeren, Rosa von Praunheim e Ian Pringle.
Dal 1979 al 1981 studia cinematografia presso il San Francisco Art Institute e dopo aver diretto alcuni cortometraggi, tra cui Das Geräusch rascher Erlösung che nel 1983 riceve una candidatura al Chicago International Film Festival, nel 1985 scrive e dirige il primo lungometraggio Westler, premiato ai "Gay & Lesbian Film Festival" di Torino e San Francisco.
Insegna e lavora presso università, istituzioni e eventi cinematografici come il Filmbüro Baden-Württemberg e lo European Short Film Festival di Berlino e nel 1980, insieme all'attore e regista tedesco Manfred Salzgeber viene incaricato da Moritz de Hadeln, allora direttore del Festival di Berlino, di sviluppare il programma della sezione Info-Schau. Nel 1982 la sezione, dedicata a film d'autore e pellicole indipendenti riguardanti soggetti e tematiche LGBT, diviene ufficialmente parte integrante del programma del festival e nel 1986 è rinominata "Panorama".
Nel 1987 Speck e Salzgeber formano una giuria chiamata International Gay & Lesbian Film Festival Association (IGLFFA) allo scopo di creare un premio cinematografico, cosa che avviene lo stesso anno con la creazione del Teddy Award, considerato il più importante al mondo per il cinema queer. Dal 1992, anno in cui il Teddy Award viene incluso nell'elenco ufficiale dei premi della Berlinale, è direttore della sezione Panorama e al contempo continua ad essere membro della giuria in altri festival internazionali. Nel 2017 lascia la direzione di Panorama a Paz Lázaro ed assume l'incarico di consulente per il programma ufficiale del Festival di Berlino.
Nel 2011 ha vinto il Premio Nino Gennaro al Sicilia Queer Filmfest, rivolto a personalità del mondo del cinema distintesi per meriti nella diffusione della cultura queer e nella difesa dei diritti delle persone gay-lesbo-bisex-trans.

## Filmografia

### Regista
- David, Montgomery und ich (1981) - Cortometraggio
- Bei uns zuhaus - Chez nous (1981) - Cortometraggio
- Das Geräusch rascher Erlösung (1983) - Cortometraggio
- Westler (1985)
- November (1989) - Cortometraggio
- Zimmer 303 (1991) - Cortometraggio
- Among Men (1991)
- La storia di Erika e Klaus Mann (Escape to Life: The Erika and Klaus Mann Story) (2000) - Co-regia con Andrea Weiss

### Attore
- Gigolò (Schöner Gigolo, armer Gigolo), regia di David Hemmings (1978) - Non accreditato
- How to Choose a Wife, regia di George Kuchar (1980) - Cortometraggio
- Rote Liebe - Wassilissa, regia di Rosa von Praunheim (1982)
- Kismet, Kismet, regia di Ismet Elçi (1987)
- La trappola di Venere (Die Venusfalle), regia di Robert van Ackeren (1988)
- Schlaflose Nächte, regia di Marcel Gisler (1988)
- The Prisoner of St. Petersburg, regia di Ian Pringle (1989)
- Die wahre Geschichte von Männern und Frauen, regia di Robert van Ackeren (1992)
- Mommy Is Coming, regia di Cheryl Dunye (2012)

## Riconoscimenti
- Chicago International Film Festival
  - 1983 – Nomination Gold Hugo per il miglior cortometraggio per Das Geräusch rascher Erlösung
  - 1986 – Nomination Gold Hugo per il miglior film per Westler

- Max Ophüls Festival
  - 1986 – Premio del pubblico per Westler

- San Francisco International Lesbian & Gay Film Festival
  - 1986 – Premio del pubblico per Westler

- Torino International Gay & Lesbian Film Festival
  - 1987 – Festival's Plate per Westler

- Festival internazionale del cinema di Berlino
  - 1999 – Teddy Award, premio della giuria

- Seattle Lesbian & Gay Film Festival
  - 2001 – Premio per l'eccellenza, miglior documentario per La storia di Erika e Klaus Mann (con Andrea Weiss)

- Sicilia Queer Filmfest
  - 2011 – Premio Nino Gennaro

- Pusan International Film Festival
  - 2015 – Korean Cinema Award